# Láthatár (folyóirat, 1933–1944)
Láthatár: a kisebbségi magyar irodalom életét rövid írásokkal nyomon követő szemle. Indulás/Megszűnés: 1933. október/1944. október; székhely: Budapest.

## Tartalma, szerkesztői
Célkitűzése szerint a szomszéd népekkel való együttműködést szolgálta. Csuka Zoltán szerkesztette, mellette 1936-1938 közt Kántor József. Szerkesztőbizottsági tagok: Áprily Lajos, Bédi Imre, Csanády György, Fekete Lajos, Majtényi I. Géza, Moravek Endre, Nagy Iván, Ölvedi János, Rónai Mihály András, Szollár István, Zathureczky Gyula.
E folyóirat 1937:2. számában jelent meg Makkai Sándor erdélyi püspök Nem lehet című írása, amely nagy vitát váltott ki az erdélyi magyarság körében a cikk megjelenését követő időszakban 1937-1938-ban, majd 50 évvel később 1987-1989 közt.
A folyóirat szükség szerint mellékleteket is jelentett meg: Kisebbségi körlevél (1939-1941); A Pécsi Egyetemi Kisebbségi Intézet Közleménye.